# Polyblastia bryophila
Polyblastia bryophila är en lavart som beskrevs av Elias Lönnrot. Polyblastia bryophila ingår i släktet Polyblastia, och familjen Verrucariaceae. Arten är reproducerande i Sverige.